# David di Donatello 2006
La 51a edició dels premis David di Donatello, concedits per l'Acadèmia del Cinema Italià va tenir lloc el 21 d’abril de 2006 a Roma. La gala fou presentada per Veronica Pivetti i transmesa per RaiSat CinemaWorld. Les candidatures es van fer públiques el 4 d’abril. Per celebrar el 50è aniversari del premi, es van atorgar vuit premis especials, el David del Cinquantenaire, als representants més prestigiosos de les principals categories de la història del cinema italiana del període.

## Guanyadors

### Millor pel·lícula
- Il caimano, dirigida per Nanni Moretti
- Il mio miglior nemico, dirigida per Carlo Verdone
- Notte prima degli esami, dirigida per Fausto Brizzi
- Romanzo criminale, dirigida per Michele Placido
- La terra, dirigida per Sergio Rubini

### Millor director
- Nanni Moretti - Il caimano
- Antonio Capuano - La guerra di Mario
- Michele Placido - Romanzo criminale
- Sergio Rubini - La terra
- Carlo Verdone - Il mio miglior nemico

### Millor director novell
- Fausto Brizzi - Notte prima degli esami
- Vittorio Moroni - Tu devi essere il lupo
- Francesco Munzi - Saimir
- Fausto Paravidino - Texas
- Stefano Pasetto - Tartarughe sul dorso

### Millor argument
- Stefano Rulli, Sandro Petraglia, Giancarlo De Cataldo amb la col·laboració de Michele Placido - Romanzo criminale
- Nanni Moretti, Francesco Piccolo, Federica Pontremoli - Il caimano
- Silvio Muccino, Pasquale Plastino, Silvia Ranfagni i Carlo Verdone - Il mio miglior nemico
- Fausto Brizzi, Massimiliano Bruno, Marco Martani - Notte prima degli esami
- Angelo Pasquini, Carla Cavalluzzi, Sergio Rubini - La terra

### Millor productor
- Angelo Barbagallo, Nanni Moretti per la Sacher Film - Il caimano
- Domenico Procacci, Nicola Giuliano, Francesca Cima - La guerra di Mario
- Aurelio De Laurentiis - Il mio miglior nemico
- Fulvio i Federica Lucisano – IIF, Gianandrea Pecorelli – Aurora Film e TV per RAICINEMA - Notte prima degli esami
- Riccardo Tozzi, Giovanni Stabilini, Marco Chimenz - Romanzo criminale

### Millor actriu
- Valeria Golino - La guerra di Mario
- Margherita Buy - Il caimano
- Cristiana Capotondi - Notte prima degli esami
- Giovanna Mezzogiorno - La bestia nel cuore
- Ana Caterina Morariu - Il mio miglior nemico

### Millor actor
- Silvio Orlando - Il caimano
- Antonio Albanese - La seconda notte di nozze
- Fabrizio Bentivoglio - La terra
- Kim Rossi Stuart - Romanzo criminale
- Carlo Verdone - Il mio miglior nemico

### Millor actriu no protagonista
- Angela Finocchiaro - La bestia nel cuore
- Isabella Ferrari - Arrivederci amore, ciao
- Marisa Merlini - La seconda notte di nozze
- Stefania Rocca - La bestia nel cuore
- Jasmine Trinca - Il caimano

### Millor actor no protagonista
- Pierfrancesco Favino - Romanzo criminale
- Giorgio Faletti - Notte prima degli esami
- Neri Marcorè - La seconda notte di nozze
- Nanni Moretti - Il caimano
- Sergio Rubini - La terra

### Millor músic
- Franco Piersanti - Il caimano
- Goran Bregović - I giorni dell'abbandono
- Paolo Buonvino - Romanzo criminale
- Negramaro (Fabio Barovero, Simone Fabroni, Roy Paci, Louis Siciliano) - La febbre
- Bruno Zambrini - Notte prima degli esami

### Millor cançó original
- Insieme a te non ci sto più, de Caterina Caselli - Arrivederci amore, ciao
- Forever Blues, de Lino Patruno - Forever Blues
- I giorni dell'abbandono, de Goran Bregović - I giorni dell'abbandono
- Solo per te, de Giuliano Sangiorgi - La febbre
- You Can Never Hold Back Spring, de Tom Waits i Kathleen Brennan - La tigre e la neve

### Millor fotografia
- Luca Bigazzi - Romanzo criminale
- Arnaldo Catinari - Il caimano
- Fabio Cianchetti - La terra
- Danilo Desideri - Il mio miglior nemico
- Marcello Montarsi - Notte prima degli esami

### Millor escenografia
- Paola Comencini - Romanzo criminale
- Giancarlo Basili - Il caimano
- Andrea Crisanti - Arrivederci amore, ciao
- Carlo De Marino - Fuoco su di me
- Maurizio Marchitelli - Il mio miglior nemico

### Millor vestuari
- Nicoletta Taranta - Romanzo criminale
- Francesco Crivellini - La seconda notte di nozze
- Annalisa Giacci - Fuoco su di me
- Tatiana Romanoff - Il mio miglior nemico
- Lina Nerli Taviani - Il caimano

### Millor muntatge
- Esmeralda Calabria - Romanzo criminale
- Osvaldo Bargero - La febbre
- Claudio Di Mauro - Il mio miglior nemico
- Luciana Pandolfelli - Notte prima degli esami
- Cecilia Zanuso - La bestia nel cuore

### Millor enginyer de so directe
- Alessandro Zanon - Il caimano
- Benito Alchimede, Maurizio Grassi - Notte prima degli esami
- Gaetano Carito - Il mio miglior nemico
- Mario Iaquone - Romanzo criminale
- Bruno Pupparo - La bestia nel cuore

### Millors efectes especials visuals
- Proxima - Romanzo criminale
- Francesco Sabelli - RSG Effetti speciali - La bestia nel cuore
- E.D.I. (Effetti Digitali Italiani) - La febbre
- Guido Pappadà - Fuoco su di me
- Simone Silvestri - Piano 17
- UBIK - La tigre e la neve

### Millor documental
- Il bravo gatto prende i topi, dirigida per Francesco Conversano e Nene Grignaffini
- In un altro paese, dirigida per Marco Turco
- L'isola di Calvino, dirigida per Roberto Giannarelli
- Piccolo Sole - Vita e morte di Henri Crolla, dirigida per Nino Bizzarri
- Primavera in Kurdistan, dirigida per Stefano Savona
- Volevo solo vivere, dirigida per Mimmo Calopresti

### Millor curtmetratge
- Un inguaribile amore, dirigida per Giovanni Covini
- Codice a sbarre, dirigida per Ivano De Matteo
- Dentro Roma, dirigida per Francesco Costabile
- Tanalibera tutti, dirigida per Vito Palmieri
- Zakaria, dirigida per Gianluca e Massimiliano De Serio

### Millor pel·lícula de la Unió Europea
- Match Point, dirigida per Woody Allen
- L'Enfant (L'Enfant), dirigida per Jean-Pierre i Luc Dardenne
- Mrs Henderson Presents, dirigida per Stephen Frears
- El viatge de l'emperador (La marche de l'empereur), dirigida per Luc Jacquet
- Caché, dirigida per Michael Haneke

### Millor pel·lícula estrangera
- Crash (Crash), dirigida per Paul Haggis (Filmauro)
- Una història de violència (A History of Violence), dirigida per David Cronenberg (01 Distribution)
- Bona nit i bona sort (Good Night, and Good Luck.), dirigida per George Clooney (Mediafilm)
- Brokeback Mountain, dirigida per Ang Lee (BIM)
- Tsotsi, dirigida per Gavin Hood (Mikado)

### Premi Film Commission Torí Piemont
- La guerra di Mario, dirigida per Antonio Capuano
- Il caimano, dirigida per Nanni Moretti
- Quando sei nato non puoi più nasconderti, dirigida per Marco Tullio Giordana
- Saimir, dirigida per Francesco Munzi
- La terra, dirigida per Sergio Rubini

### Premi David Jove
- Romanzo criminale, dirigida per Michele Placido
- La bestia nel cuore, dirigida per Cristina Comencini
- Mai + come prima, dirigida per Giacomo Campiotti
- Il mio miglior nemico, dirigida per Carlo Verdone
- Notte prima degli esami, dirigida per Fausto Brizzi

### David del Cinquantenari
- Gina Lollobrigida, actriu
- Piero Tosi, dissenyador de vestari
- Giuseppe Rotunno, director de fotografia
- Ennio Morricone, músic
- Dino De Laurentiis, productor
- Francesco Rosi, director
- Suso Cecchi D'Amico, guionista
- Mario Garbuglia, escenògraf